# Xanten
Xanten – miasto w Niemczech, w północno-zachodniej części kraju związkowego Nadrenia Północna-Westfalia, w rejencji Düsseldorf, w powiecie Wesel, na zachód od miasta Wesel.

## Historia
W 15 p.n.e. został tu założony obóz rzymski, od około 105 r.n.e. do IV wieku powstało miasto rzymskie Colonia Ulpia Traiana. W VIII wieku została rozbudowana osada wokół kościoła św. Wiktora (St. Viktor) z zamkiem arcybiskupim. W 1228 r. osada otrzymała prawa miejskie. Podczas II wojny światowej miasto zostało zniszczone w 75%.
Do chwili obecnej zachowały się w mieście pozostałości rzymskich murów obronnych, bram, term, amfiteatru i akweduktu, romańsko-gotycka katedra, a także pozostałości murów miejskich z bramą (koniec XIV w.).

## Współpraca
Miejscowość partnerska:
- Geel, Belgia